# Paradosso di Achille e la tartaruga
Il paradosso di “Achille e la Tartaruga” è il più famoso dei Paradossi di Zenone. Fu proposto nel V sec. a.C. da  Zenone di Elea per sostenere la tesi del suo maestro Parmenide, secondo cui il movimento era un'illusione.

## La corsa della tartaruga

### La descrizione di Aristotele
Aristotele espone il paradosso così (Fisica, Libro VI, capitolo 9, 239b 14-20) :
«Il secondo argomento prende il nome "dell'Achille" e consiste in questo: nel momento in cui il concorrente più veloce parte dopo il concorrente più lento nella corsa, quest'ultimo non sarà mai raggiunto dal più veloce perché l'inseguitore prima sarebbe costretto a raggiungere il luogo da cui quello che fugge ha preso le mosse, e intanto, di necessità, il più lento sarà sempre un po' più avanti.».

### La descrizione di Borges

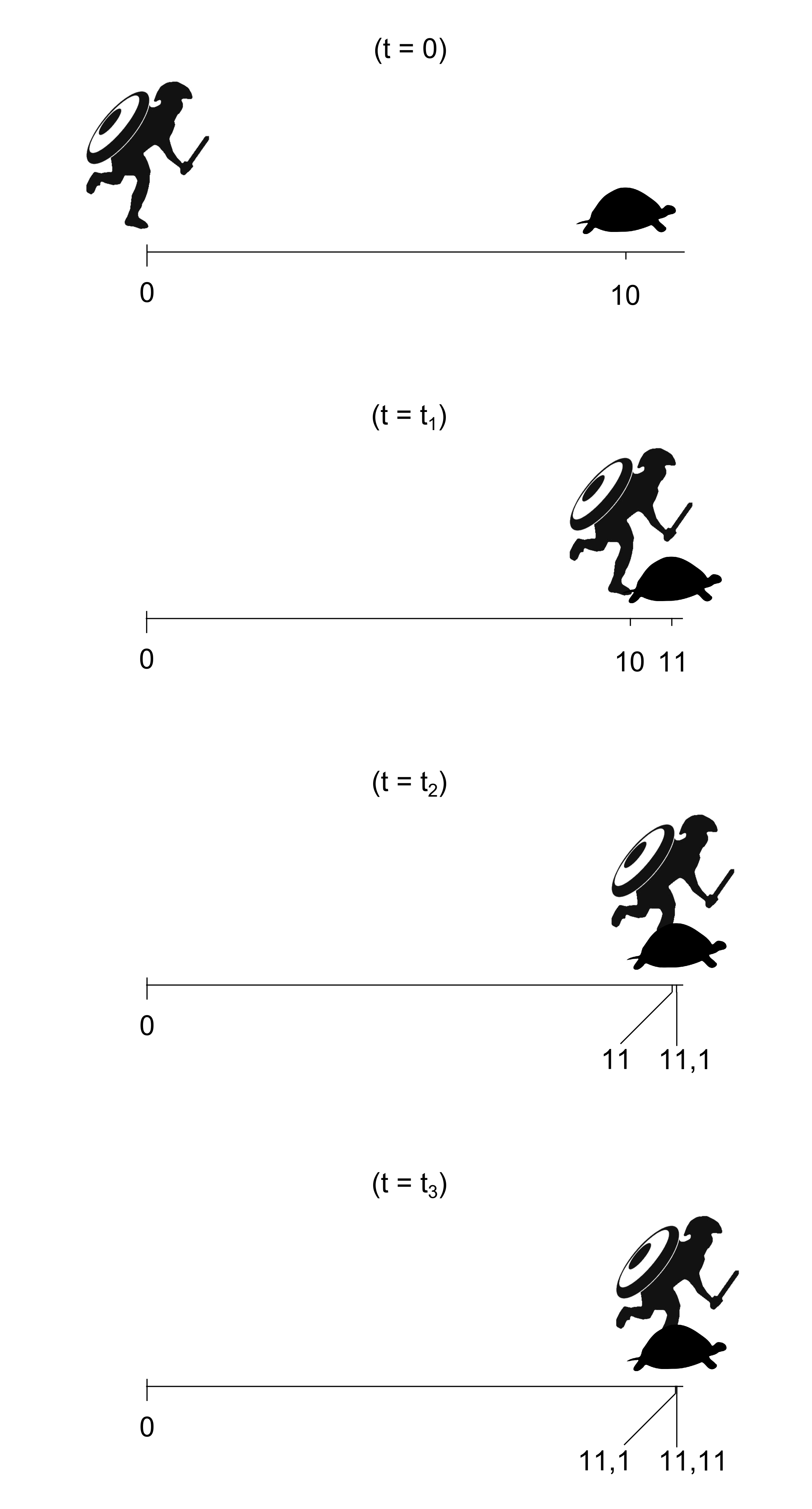
Rappresentazione del paradosso di Achille e la tartaruga secondo la descrizione di Borges. Sull'asse sono indicate le distanze (in metri) percorse da Achille e dalla tartaruga.

Una delle descrizioni più famose del paradosso è dello scrittore argentino Jorge Luis Borges: «Achille, simbolo di rapidità, deve raggiungere la tartaruga, simbolo di lentezza. Achille corre dieci volte più svelto della tartaruga e le concede dieci metri di vantaggio. Achille corre quei dieci metri e la tartaruga percorre un metro; Achille percorre quel metro, la tartaruga percorre un decimetro; Achille percorre quel decimetro, la tartaruga percorre un centimetro; Achille percorre quel centimetro, la tartaruga percorre un millimetro; Achille percorre quel millimetro, la tartaruga percorre un decimo di millimetro, e così via all'infinito; di modo che Achille può correre per sempre senza raggiungerla».

## Le soluzioni del paradosso
La confutazione più immediata è del filosofo Diogene di Sinope, che non disse nulla sugli argomenti portati da Zenone, ma si alzò e camminò, allo scopo di dimostrare la falsità delle conclusioni di quest'ultimo.
Secondo Aristotele, invece, il tempo e lo spazio sono divisibili all'infinito in potenza, ma non sono divisibili all'infinito in atto. Una distanza finita, che secondo Zenone non è percorribile perché divisibile in frazioni infinite, è infinita nella considerazione mentale, ma in concreto si compone di parti finite e può essere percorsa.

### Soluzione matematica[4]
Zenone supponeva implicitamente che la somma infinita di tempi finiti, per quanto piccole, desse sempre un risultato infinito. Questa ipotesi è palesemente errata sul piano pratico e verrà successivamente dimostrata errata in ambito matematico (vista l'esistenza di serie convergenti). Poiché gli avversari di Zenone e Parmenide non riuscirono a confutarla sul piano logico, furono costretti, contro la loro intuizione, ad accettare il punto di vista dei due filosofi di Elea.
Il paradosso è immediatamente confutabile sul piano pratico e su quello matematico riconducendolo allo studio di una serie geometrica, già utilizzata in casi particolari da Archimede, ma formalizzata solo nel XIX secolo da Gauss.
Nello specifico, si studia il problema ponendo {\displaystyle T} come il tempo impiegato da Achille per raggiungere la tartaruga.
Si osserva che tale tempo è composto in realtà dalla somma dei tempi impiegati da Achille per percorrere le infinite distanze (sempre minori) che lo separano dai punti via via raggiunti dalla tartaruga mentre lui corre. In simboli:
{\displaystyle T=t_{0}+t_{1}+t_{2}+\ldots }
Si osserva infine che tale somma infinita è riconducibile a una serie geometrica di ragione strettamente compresa tra -1 e 1, e dunque convergente. Per questo {\displaystyle T} è un valore finito e il paradosso si può considerare risolto, dato che Achille impiegherà un tempo finito e non infinito per raggiungere la tartaruga.
Poniamo Achille e la tartaruga su una retta positivamente orientata: 
- la posizione iniziale di Achille si trova nel punto {\displaystyle 0};
- la posizione iniziale della tartaruga si trova nel punto {\displaystyle L_{0}>0};
- le distanze percorse dalla tartaruga nei tempi {\displaystyle t_{1},t_{2},t_{3},\ldots } sono indicate con {\displaystyle L_{1},L_{2},L_{3},\ldots };
- la velocità di Achille sarà chiamata {\displaystyle v_{A}};
- la velocità della tartaruga sarà chiamata {\displaystyle v_{T}};

Consideriamo infine una costante {\displaystyle d={\frac {v_{T}}{v_{A}}},} che sarà la ragione della serie geometrica da studiare. Dato che {\displaystyle v_{A}>v_{T}}, notiamo che {\displaystyle |d|<1.}
Per la legge oraria del moto rettilineo uniforme, Achille impiega un tempo {\displaystyle t_{0}={\tfrac {L_{0}}{v_{A}}}} per percorrere la distanza {\displaystyle L_{0}}.
In questo tempo, la tartaruga è avanzata di {\displaystyle L_{1}=v_{T}t_{0}}.
A questo punto Achille percorrerà la distanza {\displaystyle L_{1}} in {\displaystyle t_{1}={\tfrac {L_{1}}{v_{A}}}},  mentre la tartaruga percorrerà uno spazio ulteriore {\displaystyle L_{2}=v_{T}t_{1}}.
Quest'ultimo processo si ripete infinite volte, e perciò si ottiene che
{\displaystyle t_{n}={\frac {L_{n}}{v_{A}}}={\frac {v_{T}t_{n-1}}{v_{A}}}=t_{n-1}{\frac {v_{T}}{v_{A}}}=t_{n-1}d.}
Se vogliamo esprimere il tempo {\displaystyle t_{n}} in termini di {\displaystyle t_{0}} dobbiamo dunque considerare che
{\displaystyle t_{n-1}d={\frac {L_{n-1}}{v_{A}}}d={\frac {v_{T}t_{n-2}}{v_{A}}}d=t_{n-2}d^{2}.}
Si può dimostrare per induzione a partire da questa equazione che 
{\displaystyle t_{n}=t_{0}d^{n}.}
Utilizziamo questa uguaglianza per riscrivere {\displaystyle T=t_{0}+t_{1}+t_{2}+\ldots } come 
{\displaystyle T=t_{0}+t_{0}d+t_{0}d^{2}+\ldots =t_{0}(1+d+d^{2}+\ldots ).}
La somma {\displaystyle 1+d+d^{2}+\ldots } è una serie geometrica di ragione {\displaystyle |d|<1}, e il valore di questa somma è {\displaystyle {\tfrac {1}{1-d}}}.
Per questo motivo, Achille raggiungerà la tartaruga in un tempo finito pari a 
{\displaystyle T=t_{0}(1+d+d^{2}+d^{3}+\ldots )={\frac {L_{0}}{v_{A}}}{\frac {1}{1-d}}={\frac {L_{0}}{v_{A}-{dv_{A}}}}={\frac {L_{0}}{v_{A}-{v_{T}}}}.}